# Герб Ростовської області

Герб Ростовської області

Герб Ростовської області є символом Ростовської області, прийнято 28 жовтня 1996 року.

## Опис
Герб Ростовської області — геральдичний щит, у лазуровому (блакитному) полі якого — срібний стовп із поставленою на лазуровий хвилястий пояс червленою (червоною) фортечною стіною на три вежі, з яких середня вище; у краї — золоте колосся, що накриває лазуровий хвилястий пояс. Стовп супроводжено історичними донськими регаліями: праворуч срібним перначем поверх срібних бобилева хвоста й насіки навхрест; ліворуч — срібною булавою поверх таких же насіки з орлом і бунчука навхрест.
Щитотримач — чорний двоглавий орел із золотими дзьобами й червленими язиками, що виникає над щитом і має на кожній з голів Російську імператорську корону й увінчаний посередині великою Російською короною з лазуровими стрічками. За щитом чотири складені навхрест прапори Ростовської області на золотих прапорових ратищах зі списовими верхівками, шнурами й китицями.
Знаменні ратища перевито стрічкою ордена Леніна.